# Гродин, Чарлз
Чарлз Гро́дин (англ. Charles Grodin; 21 апреля 1935, Питтсбург, Пенсильвания — 18 мая 2021) — американский актёр театра и кинематографа, преимущественно комедийного жанра. Наиболее известен по главным ролям в фильмах «Бетховен» и «Успеть до полуночи». Сыграл более 50 ролей в кино. Автор и ведущий ток-шоу на телевидении. Лауреат премии «Эмми».

## Биография
Чарлз Гродин родился в 1935 году в Питсбурге в семье евреев, придерживающихся ортодоксальных взглядов. Дед по материнской линии — раввин, иммигрировавший с семьёй в начале XX века из России. Отец Чарлза Тэд (Теодор) — мелкооптовый торговец, мать Лана помогала мужу в торговле, а также в качестве волонтёра ухаживала за пациентами в госпитале для ветеранов войны. Чарлз второй ребёнок в семье. Имеет старшего брата.
Дебют Чарлза Гродина на Бродвее состоялся в пьесе Чин-Чин (англ. Tchin-Tchin), где его партнёром был Энтони Куинн. Профессиональное обучение актёрскому мастерству Гродин проходит под руководством Уты Хаген (среди её учеников — Марлон Брандо, Роберт Де Ниро, Аль Пачино, Лайза Миннелли, Вупи Голдберг, Сигурни Уивер, Мэттью Бродерик и другие) и Ли Страсберга (его ученики — Кристофер Уокен, Дастин Хоффман, Илай Уоллак, Джин Хэкмен, Харви Кейтель, Джек Николсон и другие). Оба эти мастера прививали своим студентам актёрскую технику по Системе Станиславского.
В 1960-х годах Чарлз Гродин принимает участие в создании нескольких сериалов на телевидении. В 1965 году он начал работать помощником режиссёра Джина Сакса. В 1968 году выходит фильм ужасов, триллер Романа Полански «Ребёнок Розмари», в котором Гродин исполняет роль доктора Хилла — его первая заметная работа в кинематографе. Одновременно с этим он пробует себя в качестве театрального режиссёра и ставит на Бродвее несколько пьес: «Hooray! It’s a Glorious Day…and All That», «Lovers and Other Strangers», «Thieves». После небольшой роли в фильме «Уловка 22» (1970), Гродин получает главную роль в фильме «Разбивающий сердца» (1972), которая сразу открывает его дар комического актёра.
Следуют роли в фильмах «Кинг-Конг» (1976), «Небеса могут подождать», однако основным занятием актёра остаётся театр и участие в поставленной им пьесе «Thieves». На протяжении нескольких последующих лет Чарлз Гродин снимается в ряде добротных комедий, не получивших однако большого коммерческого успеха: «Настоящая жизнь» (англ. Real Life 1979) с Альбертом Бруксом, «Как в старое доброе время» (1980) с Чеви Чейзом и Голди Хоун, «Большое кукольное путешествие» (1981), «Невероятно уменьшившаяся женщина» (1981). Период 1982—1987 годов отмечается кинематографическим (но не театральным) «простоем». Из интересных следует упомянуть роль недальновидного агента ЦРУ в фильме со скандальной славой «Иштар» (1987). Однако в последующие три года Чарлз Гродин снимается в своих самых успешных фильмах.
Сначала это был дуэт с Робертом Де Ниро в фильме «Успеть до полуночи» (1988). За роль криминального финансиста Джонатана Мардукаса по кличке «Герцог» Гродин получил премию кинофестиваля в Вальядолиде, Испания, как лучший актёр. В этом же году выходит лёгкая комедия «Taking Care of Business», известная в «пиратском» прокате того времени в России под названием «Как разобраться с делами». В ней он исполнил роль рассеянного и замкнутого бизнесмена Спенсера Барнса, противостоящего напору обаятельного и динамичного прохиндея Джимми Дворски в исполнении Джеймса Белуши. Через два года выходит комедия «Бетховен». Герой в исполнении Гродина, Джордж Ньютон, глава обычной американской семьи, вопреки своему желанию, заводит щенка сенбернара. Мировые сборы семейного фильма по всему миру составили почти 150 млн долларов, а его продолжения — 118 млн. Эти фильмы стали визитной карточкой и вершиной кинематографической карьеры Чарлза Гродина. Снявшись в небольшой роли в фильме «Дэйв» (как лучшему актёру второго плана за эту роль ему была вручена «Американская премия за достижения в жанре комедии»), артист на несколько лет оставил кинематограф. Только в 2006 году он принял участие в съёмках фильма «Экс-любовник».
На протяжении 1990-х и начала 2000-х Чарлз Гродин вёл развлекательную программу «The Charles Grodin Show» на CNBC (1995—1998); был политическим обозревателем на CBS; написал несколько пьес для театра. Актёр является также автором нескольких книг: «Would Be So Nice If You Weren’t Here», «Spilled Milk and Other Clichés and How I Get Through Life», «If I Only Knew Then…Learning from Our Mistakes». Последняя из них «How I Got To Be Whoever It Is I Am» вышла в апреле 2009 года.
Чарлз Гродин умер 18 мая 2021 года. Причиной смерти стал рак костного мозга.

## Личная жизнь
Чарлз Гродин был женат дважды. От первого брака с Джулией Фергюсон он имеет дочь Марион. Союз распался в 1968 году. В 1985 актёр женился на Элиссе Дурвуд. У пары родился сын Ники (в 1988 году). Гродин воспитывал Алекса Фисчетти, принятого в семью мальчика, который болен аутизмом. Семья проживала в небольшом городе Уилтон, в штате Коннектикут, США.

## Избранная фильмография
| Год  |   | Русское название                 | Оригинальное название          | Роль                                                                                                   |
| ---- | - | -------------------------------- | ------------------------------ | --- |
| 1968 | ф | Ребёнок Розмари                  | Rosemary's Baby                | доктор Хилл                                                                                            |
| 1970 | ф | Уловка-22                        | Catch-22                       | Капитан "А-арфи А-ардварк"                                                                             |
| 1972 | ф | Разбивающий сердца               | The Heartbreak Kid             | Ленни Кентроу // номинация на премию «Золотой глобус» за лучшую мужскую роль в комедии или мюзикле     |
| 1976 | ф | Кинг-Конг                        | King Kong                      | Фред Уилсон                                                                                            |
| 1978 | ф | Небеса могут подождать           | Heaven Can Wait                | Тони Абботт                                                                                            |
| 1980 | ф | Как в старые времена             | Seems Like Old Times           | окружной прокурор Паркс // номинация на премию Золотая малина в категории «Лучший актёр второго плана» |
| 1981 | ф | Большое кукольное путешествие    | The Great Muppet Caper         | Ники Холидэй                                                                                           |
| 1981 | ф | Невероятно уменьшившаяся женщина | The Incredible Shrinking Woman | Вэнс Крамер                                                                                            |
| 1984 | ф | Женщина в красном                | The Woman in Red               | Бадди                                                                                                  |
| 1984 | ф | Одинокий парень                  | The Lonely Guy                 | Уоррен Эванс                                                                                           |
| 1987 | ф | Иштар                            | Ishtar                         | Джим Харрисон, агент ЦРУ                                                                               |
| 1988 | ф | Успеть до полуночи               | Midnight Run                   | Джонатан Мардукас - "Герцог" // премия кинофестиваля в Вальядолиде, Испания в номинации «Лучший актёр» |
| 1990 | ф | Как разобраться с делами         | Taking Care Of Business        | Спенсер Барнс                                                                                          |
| 1992 | ф | Бетховен                         | Beethoven                      | Джордж Ньютон                                                                                          |
| 1993 | ф | Бетховен 2                       | Beethoven's 2nd                | Джордж Ньютон                                                                                          |
| 1993 | ф | Сердце и души                    | Heart and Souls                | Харрисон Уинслоу // номинация на премию «Сатурн» лучшему киноактёру второго плана                      |
| 1993 | ф | Так я женился на бывшей убийце   | So I Married an Axe Murderer   | водитель                                                                                               |
| 1993 | ф | Дэйв                             | Dave                           | Мюррей Блюм // Американская премия за достижения в жанре комедии                                       |
| 1994 | ф | Клиффорд                         | Clifford                       | Мартин Дэниельс                                                                                        |
| 1994 | ф | История моего лета               | It Runs In The Family          | мистер Паркер                                                                                          |
| 2014 | ф | Унижение                         | The Humbling                   | Джерри                                                                                                 |
| 2017 | ф | Комик                            | The Comedian                   | Дик Д’Анджело                                                                                          |